# 陸奧宗光
陆奥宗光（日语：／ Mutsu Munemitsu；1844年8月20日—1897年8月24日）是日本明治时代的政治家和外交官。他在外務大臣任內辣腕改正先前日本與外國簽訂的不平等條約，因此有剃刀大臣（カミソリ大臣）的外號。正二位、勳一等、伯爵。家紋是仙台牡丹。

## 生平
陆奥宗光生于紀州和歌山藩，江戶時代以前通稱陽之助。於明治维新前加入神戶的海軍學校（由當時的幕臣胜海舟擔任校長，坂本龙马擔任塾頭）。後學校解散，追隨龍馬加入海援隊，成為其主要助手之一。在財務、外交均有專長。
1877年，西乡隆盛发动西南戰爭。陆奥宗光于1878年被控告企图与事变之乱党串谋（土佐立志社事件），被监禁五年。在狱中，他翻译了英國哲學家杰里米·边沁有关功利主义的著作。
出狱后，陆奥宗光接受伊藤博文的建议，到欧美访问。返回日本后，他进入外务省工作。1888年，他担任日本驻美全权公使，兼任墨西哥外交大使。
1890至1892年，他先后担当山縣有朋和松方正義内阁的農商大臣。1892至1896年，他出任第二次伊藤博文内阁之外交大臣。1894年，他负责与英国签署日英通商航海条约，成功废除了西方国家在德川幕府时期对日本所订下的不平等条约与治外法权。中日甲午战争时，他在日本的外交政策方面扮演重要的角色，主张与中国一战，史称“陆奥外交”。1895年4月，他与伊藤作为日方代表，与中国清政府签署马关条约。
他在1892年开始撰写关于他的个人外交回忆录，称为《蹇蹇錄》，并解释他的意见与行动，尤其是关于甲午战争以及马关条约之问题（包括三國干涉還遼事件）。此书之内容在1929年才被公开，是探讨日本于明治时代之外交的重要著作。
1897年，因肺結核於旧古河庭園逝世，终年53岁。

## 家族
- 妻
  - 陸奥蓮子
  - 陸奥亮子：繼室，有「鹿鳴館の華（花）」、「在米公使館の華」的外號。
- 子女
  - 陸奥廣吉（長男、外交官。1942年歿。）
  - 艾瑟爾，廣吉之妻，英國人
    - イアン陽之助（廣吉長男。國際電影總裁。他於2002年去世，享年95歲。妻子，前NHK播音員Shuga，92歲與Shoko等人結婚）

  - 古河潤吉（次男、古河市兵衛（日语：古河市兵衛）養子、1870年生、1905年死于肺炎）
  - 陸奥清子（長女、1871年生、1893年歿）
  - 陸奥冬子（次女、1873年生、1904年歿）

在宗光的四個孩子中，除了廣吉之外的三個人未婚先逝，因此廣吉的孩子陽之助是宗光的唯一的孫子

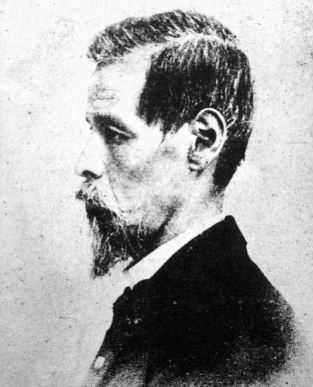
陆奥宗光侧像
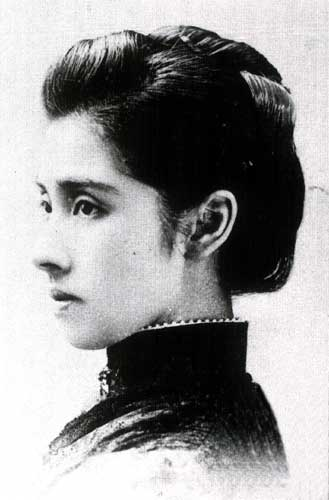
陸奥亮子
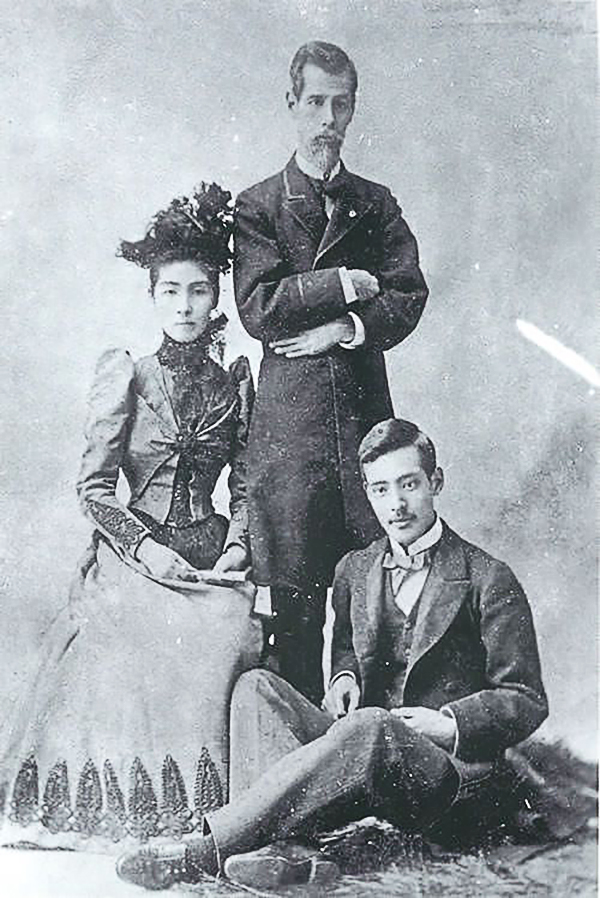
陆奥宗光一家

## 軼聞
- 据说陆奥年轻的时候，擅长从人群中溜走而不撞到别人。